# Konrad Czerniak
Konrad Czerniak (ur. 11 lipca 1989 w Puławach) – polski pływak, trzykrotny medalista mistrzostw świata, wicemistrz świata (2011), dwukrotny mistrz Europy na krótkim basenie (2011), medalista mistrzostw Europy. Wielokrotny rekordzista Polski. Uczestnik igrzysk olimpijskich w Londynie (2012) oraz w Rio de Janeiro (2016), Tokio (2020).
Wychowanek  klubu KS Wisła Puławy. Do końca szkoły podstawowej trenował pod opieką Sławomira Słotwińskiego. Następnie jego treningiem zajął się trener Ryszard Kowalczyk, prowadzący przed laty Annę Uryniuk. Przez 8 lat trenował w podmadryckiej szkole pływania utworzonej przez Bartosza Kizierowskiego. Po igrzyskach w Rio de Janeiro zdecydował się wrócić do kraju. Specjalizuje się w stylu dowolnym oraz motylkowym.
W 2016 roku podczas igrzysk olimpijskich zakwalifikował się do półfinału wyścigu na 100 m stylem motylkowym. Wystartował także w sztafecie 4 × 100 m stylem dowolnym oraz sztafecie 4 × 100 m stylem zmiennym - drużyna Polski nie uzyskała jednak kwalifikacji do finału.
Z powodu błędu popełnionego przez Polski Związek Pływacki nie mógł wystartować w zawodach na 100 m stylem dowolnym.
Ma młodszą siostrę, Gabrielę Czerniak, która także jest pływaczką.